# ناحیه فنوآریوو-آفوووآنی
ناحیه فنوآریوو-آفوووآنی (به لاتین: Fenoarivo-Afovoany) یک منطقهٔ مسکونی در ماداگاسکار است که در بونگولاوا واقع شده‌است. ناحیه فنوآریوو-آفوووآنی ۷٬۷۴۵ کیلومتر مربع مساحت و ۱۸۱٬۲۸۴ نفر جمعیت دارد.